# Эмпсон, Тамека
Таме́ка Ли́дия Э́мпсон (англ. Tameka Lydia Empson; 16 апреля 1977,  Стоук-Ньюингтон, Лондон, Англия, Великобритания) — английская актриса. Наиболее известна по роли Ким Фокс из мыльной оперы «Жители Ист-Энда» (2009—).

## Личная жизнь
У Тамеки есть ребёнок (род. в марте 2014).